# Listă de filme britanice din 2009
Aceasta este o listă de filme britanice din 2009:

## Lista
| Titlu                                          | Regizor                            | Actori                                                                                  | Gen                    | Premiera         | Note                                                                                     |
| ---------------------------------------------- | ---------------------------------- | --------------------------------------------------------------------------------------- | ---------------------- | ---------------- | ---------------------------------------------------------------------------------------- |
| 2009                                           |                                    |                                                                                         |                        |                  |                                                                                          |
| 44 Inch Chest                                  | Malcolm Venville                   | Ray Winstone, Ian McShane, John Hurt, Tom Wilkinson                                     | gangster drama         | 15 ianuarie      |                                                                                          |
| Awaydays                                       | Pat Holden                         | Stephen Graham                                                                          | drama                  | 22 mai           |                                                                                          |
| Boat That Rocked, The                          | Richard Curtis                     | Bill Nighy, Philip Seymour Hoffman, Emma Thompson, Rhys Ifans                           | period comedie         | 1 aprilie        |                                                                                          |
| Boogie Woogie                                  | Duncan Ward                        | Amanda Seyfried, Gillian Anderson, Alan Cumming, Heather Graham                         | comedy                 | 2 mai            |                                                                                          |
| A Boy Called Dad                               | Brian Percival                     | Kyle Ward, Louise Delamere                                                              | drama                  | 30 aprilie       |                                                                                          |
| The Boys Are Back                              | Scott Hicks                        | Clive Owen, Emma Booth                                                                  | Drama                  | 15 September     | Co-production with Australia                                                             |
| Bright Star                                    | Jane Campion                       | Ben Whishaw, Abbie Cornish, Thomas Sangster                                             | romance                | 6 November       |                                                                                          |
| Bronson                                        | Nicolas Winding Refn               | Tom Hardy                                                                               | gangster drama         | 13 March         |                                                                                          |
| Bunny and the Bull                             | Paul King                          | Edward Hogg, Simon Farnaby                                                              | Comedy                 | 27 November      |                                                                                          |
| City Rats                                      | Steve M. Kelly                     | Danny Dyer, Tamer Hassan, Ray Panthaki, Susan Lynch                                     | black comedy           | 24 April         |                                                                                          |
| Cherrybomb                                     | Lisa Barros D'Sa and Glenn Leyburn | Rupert Grint, Robert Sheehan                                                            | drama                  | 23 April         |                                                                                          |
| Clubbed                                        | Neil Thompson                      | Colin Salmon, Mel Raido, Shaun Parkes, Scot Williams, Maxine Peake                      | drama                  | 16 January       |                                                                                          |
| A Congregation of Ghosts                       | Mark Collicott                     | Edward Woodward, Nicholas Gleaves, Natasha Little                                       | Drama                  |                  |                                                                                          |
| Cracks                                         | Jordan Scott                       | Eva Green, Juno Temple                                                                  | Period drama           | 4 December       |                                                                                          |
| Creation                                       | Jon Amiel                          | Paul Bettany, Jennifer Connelly, Benedict Cumberbatch                                   | drama biographical     | 25 September     |                                                                                          |
| Damned United, The                             | Tom Hooper                         | Michael Sheen, Jim Broadbent, Colm Meaney                                               | drama                  | 25 March         |                                                                                          |
| Desert Flower                                  | Sherry Horman                      | Liya Kebede, Sally Hawkins                                                              | Biopic                 | 5 September      | Co-production with Germany                                                               |
| Doghouse                                       | Jake West                          | Danny Dyer, Stephen Graham, Lee Ingleby, Terry Stone, Noel Clarke                       | comedy                 | 12 June          |                                                                                          |
| Dorian Gray                                    | Oliver Parker                      | Ben Barnes, Colin Firth, Rebecca Hall                                                   | drama                  | 11 September     |                                                                                          |
| Education, An                                  | Lone Scherfig                      | Carey Mulligan, Emma Thompson, Sally Hawkins, Dominic Cooper                            | coming-of-age          | 30 October       | Academy Award Nominated for Best Film. BAFTA winner for Best Actress.                    |
| Endgame                                        | Pete Travis                        | William Hurt, Chiwetel Ejiofor, Jonny Lee Miller                                        | drama                  | 15 January       |                                                                                          |
| Exam                                           | Stuart Hazeldine                   | Colin Salmon, Jimi Mistry, Gemma Chan                                                   | psychological thriller | 8 January        |                                                                                          |
| Englishman in New York, An                     | Richard Laxton                     | John Hurt, Cynthia Nixon, Jonathan Tucker                                               | drama biographical     | December         | Screened on ITV1 in December                                                             |
| Fish Tank                                      | Andrea Arnold                      | Michael Fassbender                                                                      | drama                  | 13 May           | Winner of the Jury Prize at the 2009 Cannes Film Festival                                |
| Frequently Asked Questions About Time Travel   | Gareth Carrivick                   | Anna Faris, Chris O'Dowd, Marc Wootton and Dean Lennox Kelly.                           | comedy sci-fi          | 24 April         |                                                                                          |
| From Time to Time                              | Julian Fellowes                    | Alex Etel, Timothy Spall                                                                | Fantasy                | 15 October 2009  |                                                                                          |
| Glorious 39                                    | Stephen Poliakoff                  | Romola Garai, Eddie Redmayne                                                            | Drama                  | 20 November      |                                                                                          |
| Harry Brown                                    | Daniel Barber                      | Michael Caine, Ben Drew                                                                 | Crime Thriller         | 11 November      | Premiered at the 2009 Toronto Film Festival                                              |
| Harry Potter and the Half-Blood Prince         | David Yates                        | Daniel Radcliff, Emma Watson, Rupert Grint, Alan Rickman                                | fantasy adventure      | 17 July          |                                                                                          |
| Hippie Hippie Shake                            | Beeban Kidron                      | Cillian Murphy, Sienna Miller, Sean Biggerstaff, Emma Booth                             | comedy drama           | TBA              |                                                                                          |
| Imaginarium of Doctor Parnassus, The           | Terry Gilliam                      | Heath Ledger, Jude Law, Collin Farrell, Johnny Depp                                     | fantasy                | 16 October       |                                                                                          |
| I Know You Know                                | Justin Kerrigan                    | Robert Carlyle, Arron Fuller, Karl Johnson, Howard Marks                                | drama                  | TBA              |                                                                                          |
| In the Loop                                    | Armando Iannucci                   | Tom Hollander, James Gandolfini, Chris Addison, Gina McKee                              | comedy                 | 17 April         | Academy Award nomination for Best Adapted Screenplay                                     |
| Iron Cross                                     | Joshua Newton                      | Roy Scheider, Scott Cohen, Helmut Berger, Monica Cruz                                   | thriller               | 19 November 2010 |                                                                                          |
| Is Anybody There?                              | John Crowley                       | Michael Caine, David Morrissey, Anne-Marie Duff, Bill Milner                            | drama                  | 1 May            |                                                                                          |
| Jackboots on Whitehall                         | Edward McHenry                     | Ewan McGregor, Rosamund Pike, Tom Wilkinson                                             | comedy                 | 8 October        | Animated movie with dolls                                                                |
| Jack Said                                      | Michael Tchoubouroff               | David O'Hara, Danny Dyer, Simon Phillips                                                | film noir              | 25 September     |                                                                                          |
| Knife Edge                                     | Anthony Hickox                     | Hugh Bonneville, Natalie Press                                                          | Thriller               |                  |                                                                                          |
| Knowing                                        | Alex Proyas                        | Nicolas Cage, Rose Byrne, Chandler Canterbury                                           | science fiction film   | 20 March 2009    |                                                                                          |
| Lesbian Vampire Killers                        | Phil Claydon                       | James Corden, Mathew Horne                                                              | comedy                 | 20 March         |                                                                                          |
| Little Ashes                                   | Paul Morrison                      | Javier Beltran, Robert Pattinson, Matthew McNulty                                       | drama biographical     | 8 May            |                                                                                          |
| London River                                   | Rachid Bouchareb                   | Brenda Blethyn, Sotigui Kouyaté                                                         | drama                  | 10 February      |                                                                                          |
| Looking for Eric                               | Ken Loach                          | Matthew McNulty                                                                         | drama biographical     | 12 June          | Screened In Competition at the Cannes Film Festival                                      |
| Malice in Wonderland                           | Simon Fellows                      | Maggie Grace, Danny Dyer                                                                | Fantasy                |                  |                                                                                          |
| Moon                                           | Duncan Jones                       | Sam Rockwell                                                                            | sci fi                 | 17 July 2009     |                                                                                          |
| My Last Five Girlfriends                       | Julian Kemp                        | Brendan Patricks, Naomie Harris                                                         | Comedy                 | 19 March         |                                                                                          |
| Nativity!                                      | Debbie Isitt                       | Martin Freeman, Ashley Jensen, Jason Watkins, Marc Wootton                              | Comedy                 | 27 November      |                                                                                          |
| Nowhere Boy                                    | Sam Taylor-Wood                    | Aaron Johnson                                                                           | drama                  | 26 December      | Drama about boyhood of John Lennon. Closing Night world premiere at London Film Festival |
| Perrier's Bounty                               | Ian Fitzgibbon                     | Cillian Murphy, Jim Broadbent, Brendan Gleeson                                          | thriller comedy        | 26 March 2010    |                                                                                          |
| Planet 51                                      | Jorge Blanco                       | Dwayne Johnson, Jessica Biel, Gary Oldman                                               | animation              | 20 November      |                                                                                          |
| Pope Joan                                      | Sönke Wortmann                     | Johanna Wokalek, David Wenham                                                           | Historical Drama       | 22 October       | Co-production with Germany, Italy and Spain                                              |
| Princess Kaiulani                              | Marc Forby                         | Q'Orianka Kilcher, Barry Pepper                                                         | Biopic                 | 7 February       | Co-production with US                                                                    |
| Rage                                           | Sally Potter                       | Jude Law, Judi Dench, Steve Buscemi                                                     | drama                  | 30 Feb.          | First shown on the Berlin International Film Festival                                    |
| Secret of Moonacre, The                        | Gabor Csupo                        | Dakota Blue Richards, Tim Curry, Ioan Gruffudd                                          | adventure fantasy      | 12 February      |                                                                                          |
| Sherlock Holmes                                | Guy Ritchie                        | Robert Downey, Jr., Jude Law, Rachel McAdams                                            | adventure              | 25 December      |                                                                                          |
| Shifty                                         | Eran Creevy                        | Riz Ahmed, Daniel Mays, Jason Flemyng, Nitin Ganatra, Francesca Annis                   | urban thriller         | 26 April         |                                                                                          |
| St. Trinian's II: The Legend of Fritton's Gold | Oliver Parker and Barnaby Thompson | Rupert Everett, Colin Firth, David Tennant, Talulah Riley, Sarah Harding Gemma Arterton | Comedy                 | 18 December      |                                                                                          |
| Telstar                                        | Nick Moran                         | Con O'Neill, Carl Barât, Kevin Spacey, Pam Ferris, Mathew Baynton                       | drama                  | 19 June          |                                                                                          |
| Tormented                                      | Jon Wright                         | Alex Pettyfer, April Pearson, Calvin Dean (II)                                          | horror                 | 22 May           | It holds a 78% rating and an average rating of 6.0 on Rotten Tomatoes from 27 reviews.   |
| Triangle                                       | Christopher Smith                  | Melissa George, Liam Hemsworth, Rachael Carpani                                         | horror                 | 16 October       |                                                                                          |
| Wild Target                                    | Jonathan Lynn                      | Bill Nighy, Emily Blunt, Rupert Grint                                                   | comedy                 | 18 June 2010     |                                                                                          |
| Young Victoria, The                            | Jean-Marc Vallée                   | Emily Blunt, Jim Broadbent, Rupert Friend, Miranda Richardson                           | drama                  | 6 March          | Academy Award winner for Best Costume Design                                             |